# Sinagoga grande di Iași
La sinagoga grande di Iași, situata a Iași, in Romania, e costruita tra il 1657 e il 1671, è la più antica sinagoga rumena ancora in attività.

## Costruzione e architettura
La sinagoga grande di Iaşi è stata costruita tra il 1657 e il 1671 probabilmente su iniziativa del rabbino Nathan ben Moses Hannover. Un'iscrizione in ebraico sulla parete sud certifica che la sinagoga è stato ristrutturata nel 1761. Altri lavori di rinnovamento furono effettuati nel 1822, allorché un incendio danneggiò gravemente l'interno e gli arredi della sinagoga, e ancora nel 1914.
La sinagoga è un edificio in pietra e mattoni, con muri spessi un metro, ed è circondata da un piccolo giardino. La sua altezza è di 22 metri e il piano terra è parzialmente interrato. Le finestre sono ad arco al primo piano, e ad arco abbassato al piano terra. Dall'esterno, l'edificio è caratterizzato ad est da una grande cupola semisferica sormontata da una lanterna sferica coronata da una stella di David; la cupola di zinco fu aggiunta all'edificio nei primi anni del Novecento. A ovest, il corpo principale è attraversato perpendicolarmente da una struttura rialzata su due piani in corrispondenza dell'ingresso, nella quale trovano spazio l'atrio e, al piano superiore, il matroneo.
L'edificio presenta elementi decorativi che appartengono sia al rito sefardita che ashkenazita. Lo stile architettonico è eclettico con forti influenze barocche, come tipico negli edifici religiosi del tempo in Boemia, Polonia e Russia.
A eccezione dell'aggiunta della cupola, l'edificio è rimasto praticamente invariato rispetto alla fine del XVIII secolo. L'atrio d'ingresso della sinagoga si trova a circa un metro sotto il livello stradale . Alcuni passi più in basso si apre la sala di preghiera, in stile barocco, che consiste in una navata con soffitto a volta , divisa in due da un arco centrale sotto il quale si trova la bimah incorniciata da imponenti lampadari. La stanza ha su ogni lato laterale, nord e sud , due serie di due finestre. Sopra l'ingresso, si affaccia il matroneo (dal 1980, questo spazio è occupato da una piccola mostra sulla vita ebraica a Iasi). Tutte le pareti della sala di preghiera sono dipinte di bianco, con l'eccezione del lato orientale, che è quasi interamente coperta dall'arca santa. L'arca è stata ristrutturata nel 1866 ed è riccamente decorato con colonnine e ricche decorazioni scolpite in legno dipinto di nero, rosso e verde, e dominata da intagli in legno dorato, con porte in legno dorato con motivi floreali stilizzati. L'Arca Santa è separato dal resto della stanza da una balaustra in ferro .
Il soffitto nella parte occidentale della sala di preghiera è a volta, mentre a est si apre la grande cupola emisferica di 10 metri di diametro.

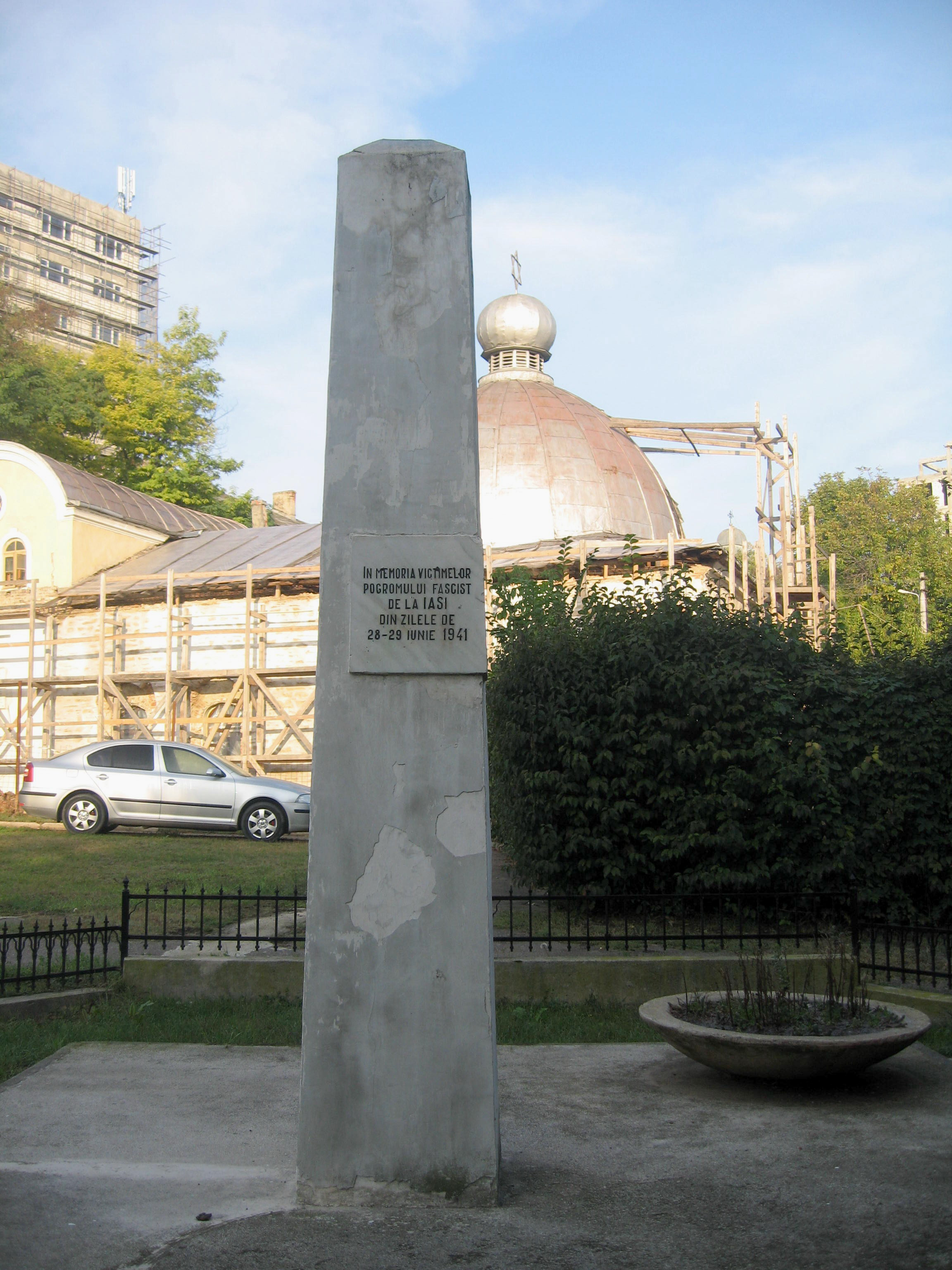
Il monumento del 1976

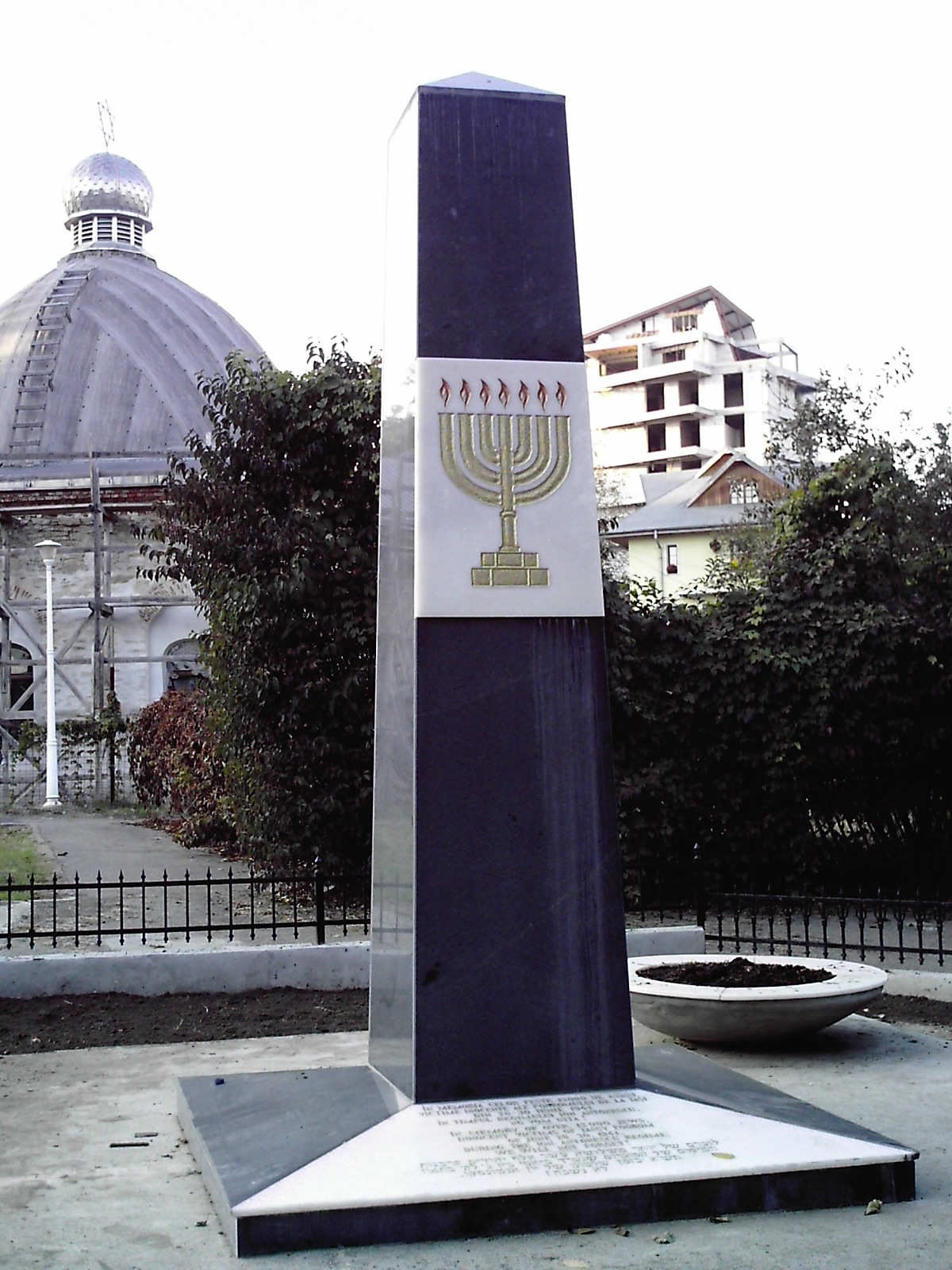
Il nuovo monumento

## La situazione odierna
L'Olocausto colpì duramente la comunità ebraica di Iași, vittima di uno dei più brutali eccidi dell'Olocausto (vedi Pogrom di Iași). Il declino continuò durante il regime comunista. Delle molte sinagoghe presenti nella città prima della guerra ne sono rimase solo due. Nonostante ogni difficoltà la comunità locale è riuscita a preservare il suo edificio più illustre e la memoria della propria presenza.  Davanti alla sinagoga grande di Iași, fu inaugurato già nel 1976 un obelisco eretto in memoria delle vittime del pogrom del 1941. Una lapide di marmo attaccato alla obelisco portava l'iscrizione in rumeno: " In memoria delle vittime del pogrom fascista a Iasi, il 28 e 29 giugno 1941", pur non facendo alcun riferimento alla loro identità ebraica. Quando poi il 4 marzo 1977 un forte terremoto colpì la regione la comunità fu ancora una volta sollecita nel riparare i danni alla sinagoga.
Nel 2004 il governo rumeno si appellò alla commissione Europea per porre un freno al costante degrado dell'edificio. Nel 2008 sono cominciati importanti lavori di consolidamento e restauro dell'edificio che lo stanno lentamente riportando al suo splendore originario. Anche il monumento è stato rinnovato con un riferimento più puntuale ai fatti storici; l'iscrizione in rumeno, inglese ed ebraico, ora recita: "In memoria degli oltre 13.000 ebrei, vittime innocenti del pogrom di Iași del 28-30 giugno 1941, durante il regime di Ion Antonescu. Noi non dimenticheremo!"

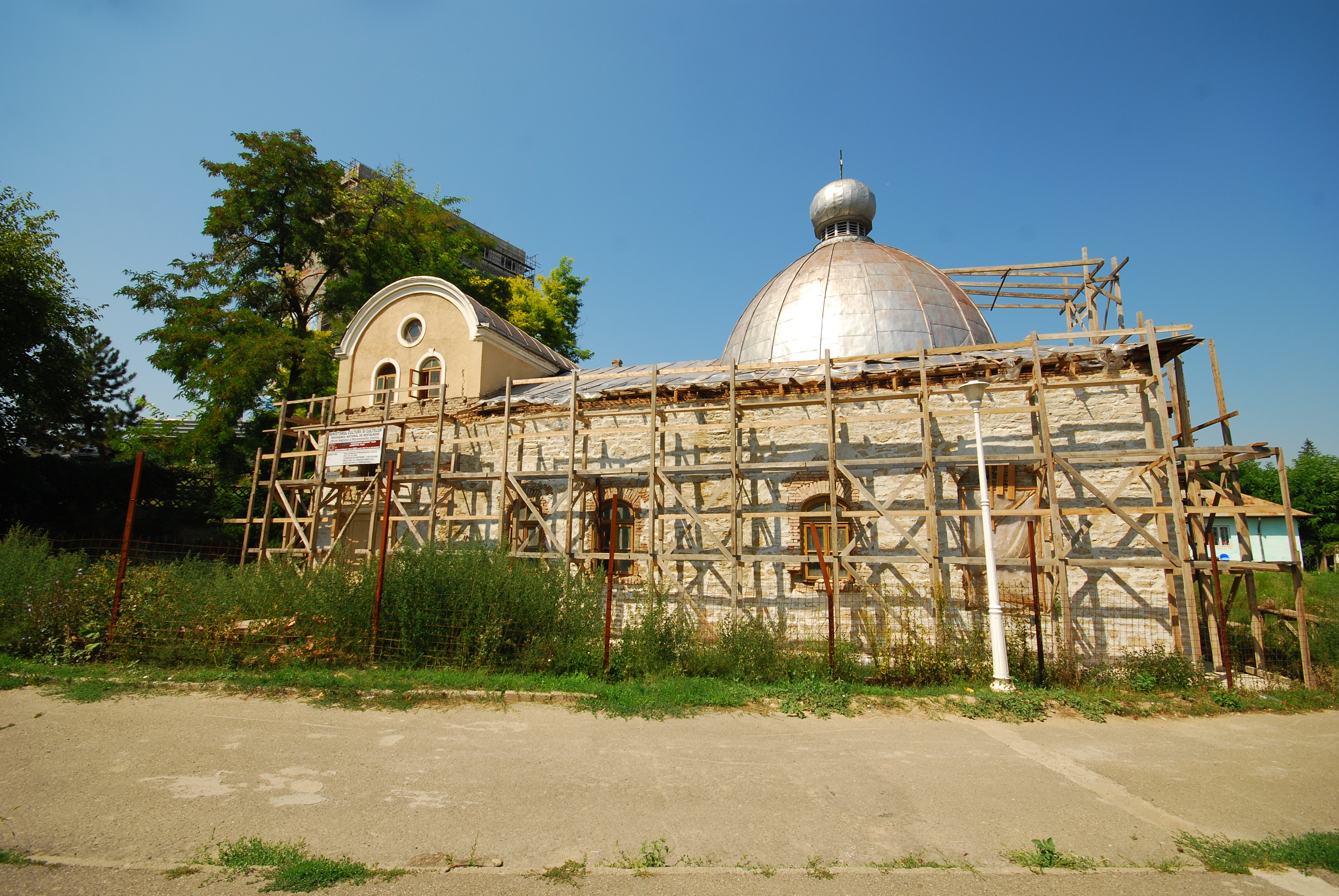
2009
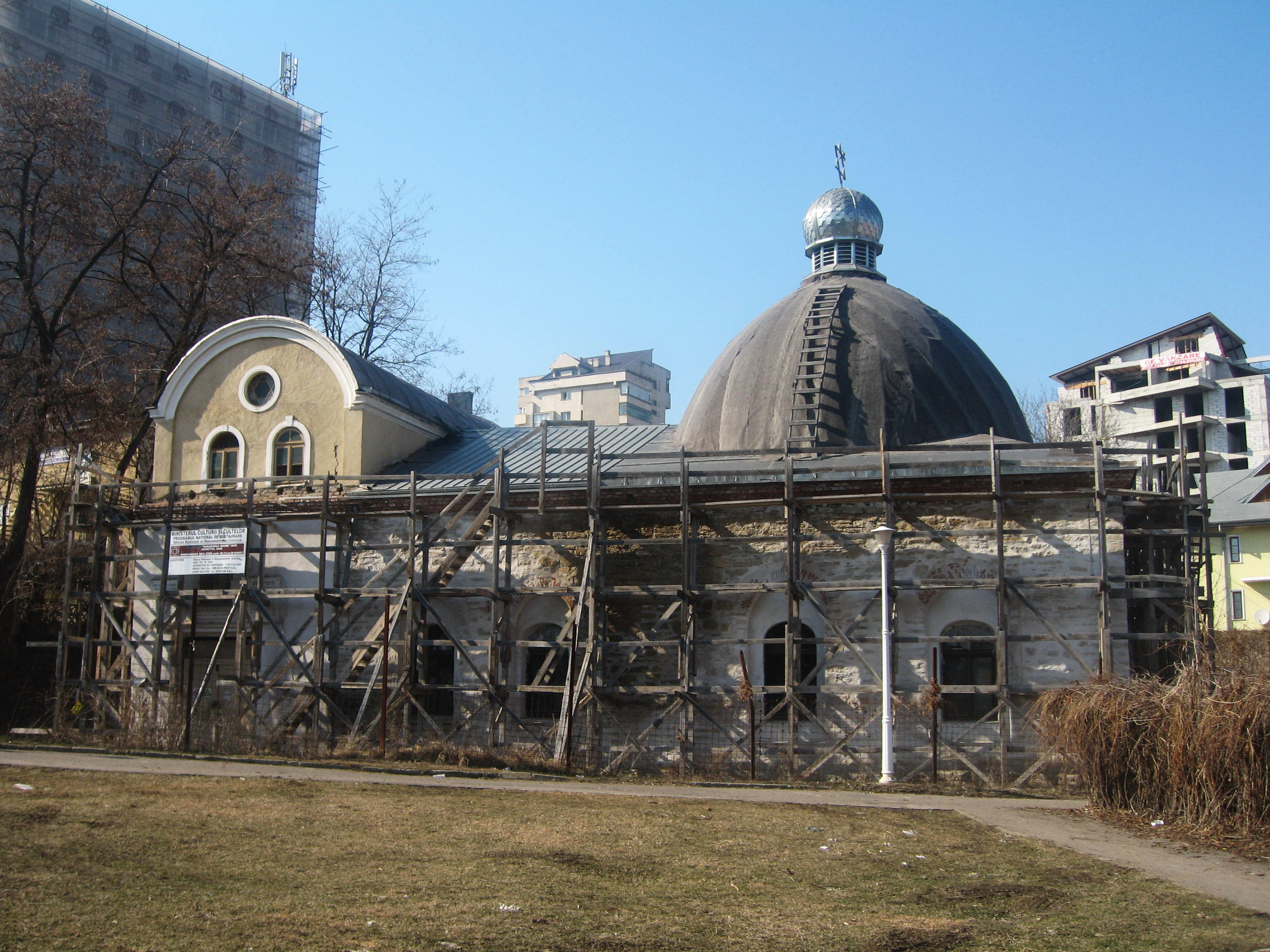
2012